# 阿尔宗 (加尔省)
阿尔宗（法語：Alzon，法語發音：[alzɔ̃]）是法国加尔省的一个市镇，属于勒维冈区。

## 地理
阿尔宗（43°58'1"N, 3°26'22"E）面积27.48 平方千米，位于法国奧克西塔尼大區加尔省，该省份为法国南部沿海省份，南端濒地中海，北起顺时针与阿尔代什省、沃克吕兹省、罗讷河口省、埃罗省、阿韦龙省和洛泽尔省接壤。
与阿尔宗接壤的市镇（或旧市镇、城区）包括：索克利耶尔、阿里加斯、布朗达、康佩斯特尔和吕克、杜尔比。

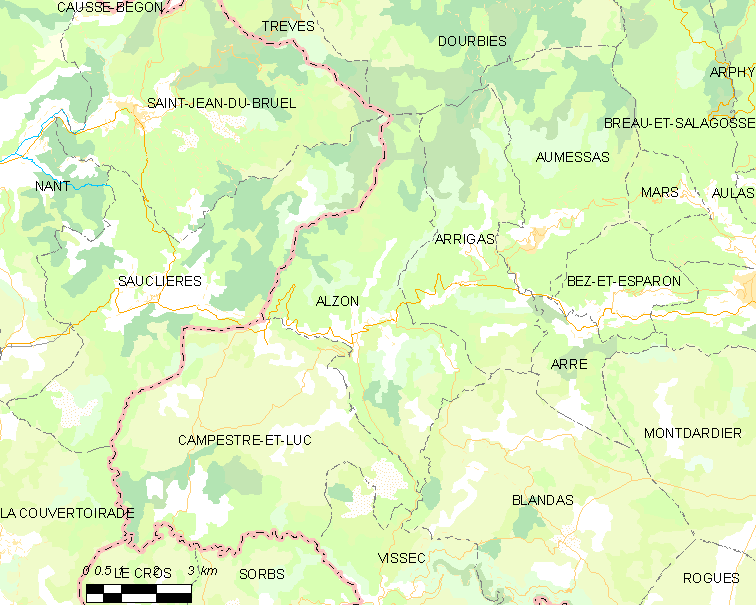
的OSM定位图

阿尔宗的时区为UTC+01:00、UTC+02:00（夏令时）。

## 行政
阿尔宗的邮政编码为30770，INSEE市镇编码为30009。

## 政治
阿尔宗所属的省级选区为勒维冈县。

## 人口

1962-2008年间人口变化图示

阿尔宗于2022年1月1日时的人口数量为184人。